# Meilleur jeune basketteur européen de l'année FIBA Europe
Le trophée de meilleur jeune basketteur européen de l'année FIBA Europe (FIBA Europe Young Men's Player of the Year) est un trophée de la FIBA Europe créé en 2005 pour les hommes et pour les femmes. Le vainqueur est le joueur de basket-ball européen de 22 ans et moins ayant réussi les meilleures performances avec son club et sa sélection nationale au cours de l'année civile. Tous les joueurs européens sont éligibles à ce trophée, quel que soit le lieu où ils évoluent, y compris pour les joueurs NBA ou NCAA.
Le vainqueur est désigné à l'issue d'un vote d'un panel de journalistes internationaux. 

## Palmarès masculin
| Année | Joueur            | Nationalité        | Équipe                                 |
| ----- | ----------------- | ------------------ | -------------------------------------- |
| 2005  | Nikos Zisis       | Grèce              | AEK Athènes Benetton Trévise           |
| 2006  | Rudy Fernández    | Espagne            | Joventut Badalona                      |
| 2007  | Ricky Rubio       | Espagne            | Joventut Badalona                      |
| 2008  | Ricky Rubio       | Espagne            | Joventut Badalona                      |
| 2009  | Ricky Rubio       | Espagne            | Joventut Badalona FC Barcelone         |
| 2010  | Jan Veselý        | République tchèque | Partizan Belgrade                      |
| 2011  | Jonas Valančiūnas | Lituanie           | Lietuvos rytas                         |
| 2012  | Jonas Valančiūnas | Lituanie           | Lietuvos rytas Raptors de Toronto      |
| 2013  | Dario Šarić       | Croatie            | Cibona Zagreb                          |
| 2014  | Dario Šarić       | Croatie            | Cibona Zagreb Anadolu Efes Spor Kulübü |

## Palmarès féminin
| Année | Joueur                 | Nationalité | Équipe                             |
| ----- | ---------------------- | ----------- | ---------------------------------- |
| 2005  | Anete Jēkabsone-Žogota | Lettonie    | Bourges                            |
| 2006  | Sandrine Gruda         | France      | Joventut Badalona                  |
| 2007  | Sonja Petrović         | Serbie      | Bourges                            |
| 2008  | Gintarė Petronytė      | Lituanie    | TEO Vilnius                        |
| 2009  | Alba Torrens           | Espagne     | Perfumerías Avenida                |
| 2010  | Nika Barič             | Slovénie    | ŽKK Celje                          |
| 2011  | Emma Meesseman         | Belgique    | Lotto Young Cats Blue Cats Ieper   |
| 2012  | Alina Iahoupova        | Ukraine     | Bar Regina-Basket Elizabeth Basket |
| 2013  | Astou Ndour            | Espagne     |                                    |
| 2014  | Angela Salvadores      | Espagne     |                                    |